# Hồ Ngạn Lâm
Hồ Ngạn Lâm (tiếng Trung: 胡彦林; sinh tháng 1 năm 1943) là Đô đốc Hải quân Quân Giải phóng Nhân dân Trung Quốc (PLAN), nguyên Chính ủy Hải quân Quân Giải phóng Nhân dân Trung Quốc từ năm 2003 tới 2008.

## Thân thế và binh nghiệp
Hồ Ngạn Lâm sinh tháng 1 năm 1943, người Nam Cương, Cáp Nhĩ Tân, tỉnh Hắc Long Giang.
Tháng 7 năm 1959, Hồ Ngạn Lâm tốt nghiệp Cao trung, tức Trung học phổ thông. Cùng thời điểm đó, ông nhập ngũ. Ông cũng tốt nghiệp Đại học Kỹ thuật Hải quân, học nghiên cứu sinh.
Tháng 7 năm 1959 đến tháng 12 năm 1965, Hồ Ngạn Lâm học tập tại trường dự bị Hàng không 1 và trường Hàng không 7 trực thuộc Không quân Quân Giải phóng Nhân dân Trung Quốc. Tháng 10 năm 1960, ông gia nhập Đảng Cộng sản Trung Quốc.
Tháng 12 năm 1965 đến tháng 7 năm 1980, Hồ Ngạn Lâm đi lên từ Phi hàng viên bộ đội Hàng không, Cán sự phòng Chính trị Đại đội phi hành, Chính ủy Đại đội; Phó Chính ủy Trung đoàn; Chính ủy Trung đoàn.
Tháng 7 năm 1980, bổ nhiệm giữ chức Phó Chính ủy Sư đoàn 29 bộ đội Hàng không, Không quân Quân Giải phóng Nhân dân Trung Quốc. Tháng 5 năm 1983 đến tháng 9 năm 1986, Hồ Ngạn Lâm đảm nhiệm chức vụ Chính ủy Sư đoàn 29 bộ đội Hàng không, Không quân.
Tháng 9 năm 1986 đến tháng 7 năm 1988, Hồ Ngạn Lâm học tập khoa Cơ bản tại Đại học Quốc phòng Trung Quốc. Sau khi tốt nghiệp, ông quay trở lại Quân khu Nam Kinh, đảm nhiệm chức vụ Phó Chủ nhiệm Chính trị Không quân trực thuộc Quân khu Nam Kinh. Tháng 9 năm 1988, ông được phong quân hàm Đại tá Không quân.
Tháng 6 năm 1990, Hồ Ngạn Lâm được điều sang nhậm chức Chủ nhiệm Chính trị bộ đội Hàng không, trực thuộc Hải quân Quân Giải phóng Nhân dân Trung Quốc, đồng thời cải phong quân hàm Đại tá Hải quân. Tháng 7 năm 1990, Hồ Ngạn Lâm được phong quân hàm Chuẩn đô đốc.
Tháng 9 năm 1991, Hồ Ngạn Lâm học tập tại Trường Đảng Trung ương Đảng Cộng sản Trung Quốc. Tháng 11 năm 1993, nhậm chức Chủ nhiệm Cục Chính trị Hải quân Quân Giải phóng Nhân dân Trung Quốc. Tháng 7 năm 1995, Hồ Ngạn Lâm được phong Phó đô đốc. Tháng 6 năm 2000, Hồ Ngạn Lâm được bổ nhiệm làm Phó Chính ủy Hải quân Quân Giải phóng Nhân dân Trung Quốc.
Tháng 4 năm 2003, tàu ngầm điện-diesel mang số hiệu 361 Type-035 lớp Minh đã gặp nạn trong lúc tham gia tập trận làm toàn bộ thủy thủ đoàn 70 người thiệt mạng. Sau khi vụ tai nạn xảy ra, hàng loạt quan chức cấp cao của Hải quân Trung Quốc đã bị cách chức trong đó có Chính ủy Hải quân Dương Hoài Khánh. Tháng 6 năm 2003, Hồ Ngạn Lâm được bổ nhiệm làm Chính ủy Hải quân Quân Giải phóng Nhân dân Trung Quốc, thay thế Dương Hoài Khánh. Tháng 6 năm 2004, Hồ Ngạn Lâm được phong quân hàm Đô đốc. Tháng 12 năm 2008, Hồ Ngạn Lâm được miễn nhiệm chức vụ Chính ủy Hải quân, nghỉ công tác trong quân đội, kế nhiệm ông là Lưu Hiểu Giang.
Ngày 29 tháng 4 năm 2010, phiên họp lần thứ 14 của Ủy ban Thường vụ Đại hội Đại biểu Nhân dân Toàn quốc Cộng hòa Nhân dân Trung Hoa khóa XI đã bầu Hồ Ngạn Lâm làm Phó Chủ nhiệm Ủy ban Pháp luật Nhân đại toàn quốc khóa XI, nhiệm kỳ 2008—2013.
Hồ Ngạn Lâm là Ủy viên Thường vụ Hội nghị Hiệp thương Chính trị Nhân dân Trung Quốc khóa X.